# Gloria (film 2013)
Gloria è un film del 2013 diretto da Sebastián Lelio.

## Trama
La storia di Gloria, una donna cilena divorziata dal marito e con due figli adulti che hanno già raggiunto una totale autonomia. La protagonista, che vive sola, ha una relazione con Rodolfo: uomo anche lui di mezza età, divorziato da un anno e con due figlie.

## Riconoscimenti
- 2013 - Festival di Berlino
  - Miglior interpretazione femminile a Paulina García.
  - Candidatura all'Orso d'oro a Sebastián Lelio

## Remake
Lo stesso regista Sebastián Lelio ha girato nel 2018 negli Stati Uniti Gloria Bell, con protagonista Julianne Moore.